# Vince Vaughn
Vincent Anthony Vaughn (* 28. března 1970 Minneapolis, Minnesota) je americký herec a bavič.

## Počátky
Narodil se v Minneapolisu v Minnesotě. Jeho matka Sharon Eileen pracovala jako realitní makléřka, otec Vernon pracoval jako obchodník pro firmu s hračkami. Rodiče se rozvedli, když mu bylo 21 let. Má anglický, irský, německý, libanonský a italský původ. Vyrůstal v Buffalo Grove a také v Lake Forest.

## Kariéra
Před kamerou se poprvé objevil v roce 1988, a to v reklamním spotu na automobilku Chevrolet. O rok později dostal menší roli v epizodě seriálu China Beach. Dostal ještě několik dalších epizodních rolí v různých seriálech, než přišla větší filmová role ve filmu Bourák (1993).
V roce 1997 jej Steven Spielberg obsadil do velkofilmu Ztracený svět: Jurský park a nabídky na filmování se jen hrnuly. O rok později dostal roli Normana Batese v remaku slavného thrilleru Psycho. Poté dostával nabídky především na komediální filmy. Vidět jsme ho mohli například ve snímcích Zoolander, Vybíjená, Starsky & Hutch, Nesvatbovi, Mr. & Mrs. Smith, Buď v klidu, Rozchod! nebo Čtvery Vánoce.
Je členem komediální skupiny herců s názvem Frat Pack, jejíž členy jsou také Ben Stiller, Owen Wilson, Steve Carell, Jack Black, Luke Wilson a Will Ferrell.

## Ocenění
Za film Nesvatbovi obdržel s Owenem Wilsonem ceny People's Choice Awards a MTV Movie Awards. Cenu People’s Choice Award získal také v roce 2007 jako nejoblíbenější herec. Speciální cenu získal na ShoWest Convention v roce 2006. Spolu s Jennifer Aniston získal také cenu Teen Choice Awards.
Byl nominován na dalších 10 ocenění.

## Osobní život
V roce 1999 krátce žil s herečkou Joey Lauren Adams. Při natáčení filmu Rozchod! se seznámil a dal dohromady s další herečkou, Jennifer Aniston. 
V současné době žije s realitní makléřkou Kylou Weber v Chicagu.

## Filmografie

### Filmy
- 1991 For the Boys
- 1993 Bourák
- 1994 At risk
- 1996 Proutníci
- 1997 Ztracený svět: Jurský park, Kobylky
- 1998 Vášeň a zrada, Poprava, Není úniku, Psycho
- 2000 Na jih od nebe, na západ od pekla, Cela, Super kšeft
- 2001 Ranaři, Zoolander, Malý svědek
- 2002 Dust: An Extraordinary Correspondence
- 2003 Mládí v trapu, Blackball, Líbí se mi co děláš, Sláva jen pro mrtvé
- 2004 Starsky & Hutch, Vybíjená, Zprávař: Příběh Rona Burgundyho, Paparazzi
- 2005 Thumbsucker, Buď v klidu, Mr. & Mrs. Smith, Nesvatbovi
- 2006 Rozchod!
- 2007 Útěk do divočiny, Santa má bráchu
- 2008 Čtvery Vánoce
- 2009 Trable v ráji
- 2013 Stážisti
- 2017 Blok 99 (Brawl in Cell Block 99)

### Televizní filmy
- 1996 Just Your Luck
- 2000 Sex and the Matrix
- 2004 Wake Up, Ron Burgundy: The Lost Movie

### Televizní seriály
- 1989 China Beach, Jump Street 21
- 1990 ABC Afterschool Specials
- 1990–1991 CBS Schoolbreak Special
- 1992 Doogie Howser, M. D.
- 1998 Mr. Show with Bob and David, Herkules
- 2000 Sex ve městě
- 2001 Going to California